# DREAM PRICE 1000 南佳孝 モンロー・ウォーク
『DREAM PRICE 1000 南佳孝 モンロー・ウォーク』（ドリーム プライス せん みなみよしたか モンロー・ウォーク）は、南佳孝のミニベスト・アルバム。2001年10月11日発売。発売元はSony Music House。規格品番はMHCL-29。

## 解説
ソニー・ミュージックハウス（現ソニー・ミュージックダイレクト）から「新シリーズ【DREAM PRICE 1000】オリジナル・ヒット6曲入りベスト、まさに夢の価格￥1,000で登場!」と喧伝された廉価版ミニ・ベスト“DREAM PRICE 1000”シリーズの1作。本作は1978年のシングル・レコード「日付変更線/プールサイド」から1984年の「スタンダード・ナンバー」まで全6曲を収録。通常のCDショップのほか、都心型ターミナル駅コンコースや高速道路内売店などでも販売された。

## 収録曲
全曲作曲:南佳孝
1. スローなブギにしてくれ（I want you）（3分11秒）[3]
  - 作詞:松本隆　編曲:後藤次利
2. スタンダード・ナンバー（3分35秒）
  - 作詞:松本隆　編曲:大村雅朗
3. モンロー・ウォーク（3分31秒）
  - 作詞:来生えつ子　編曲:坂本龍一
4. プールサイド（3分54秒）
  - 作詞:来生えつ子　編曲:坂本龍一
5. 日付変更線（3分50秒）
  - 作詞:松任谷由実　編曲:坂本龍一
6. SCOTCH AND RAIN（3分48秒）
  - 作詞:松本隆　編曲:Leon Pendarvis・Nick De Caro